# Steal Your Face
Albums de Grateful Dead
Blues for Allah
(1975) Terrapin Station
(1977)
Steal Your Face est un double album du Grateful Dead, enregistré lors des concerts donnés par le groupe au Winterland Ballroom de San Francisco les 16, 17, 18, 19 et 20 octobre 1974. il a été publié en juin 1976, lors du retour du groupe sur scène. composé au départ de deux disques trente centimètres, il a été réédité en 1989 sous la forme d'un double CD.

## Liste des titres
| 1. | Promised Land                     | Chuck Berry                 | 3:17 |
| 2. | Cold Rain and Snow (Traditionnel) |                             | 5:38 |
| 3. | Around and Around                 | Berry                       | 5:07 |
| 4. | Stella Blue                       | Robert Hunter, Jerry Garcia | 8:48 |

| 1. | Mississippi Half-Step Uptown Toodeloo | Hunter, Garcia | 8:04 |
| 2. | Ship of Fools                         | Hunter, Garcia | 7:01 |
| 3. | Beat It On Down the Line              | Jesse Fuller   | 3:24 |

| 1. | Big River           | Johnny Cash           | 4:55 |
| 2. | Black-Throated Wind | John Barlow, Bob Weir | 6:07 |
| 3. | U.S. Blues          | Hunter, Garcia        | 5:42 |
| 4. | El Paso             | Marty Robbins         | 4:17 |

| 1. | Sugaree                     | Hunter, Garcia | 7:37 |
| 2. | It Must Have Been the Roses | Hunter         | 6:00 |
| 3. | Casey Jones                 | Hunter, Garcia | 7:04 |

## Musiciens
- Jerry Garcia - guitare, chant
- Donna Jean Godchaux - Chant
- Keith Godchaux - Claviers, Piano
- Mickey Hart - batterie (Promised Land uniquement)
- Phil Lesh - guitare basse, chant
- Bill Kreutzmann - batterie
- Bob Weir - guitare, chant